# AK-63
AK-63(AMM)は共産主義政権下のハンガリーにおいて国営造兵廠であるフジヴァー-エス ジェプギャー(ハンガリー語：Fegyver- és Gépgyár - 略：FÉG)にて生産されたAKMのコピーにあたる自動小銃。

## 開発・運用
ハンガリーではAMD-65という独自に改良を施したAKMコピーを運用していたが、高価でありハンドガードと一体型のフォアグリップが備えられているが耐久性が低く、リロード時にマガジンと干渉してリロードがしにくいなどの問題があった。これらの問題を解決するためにハンガリー国防省はFÉGに安価で製造でき、よりオリジナルのAKMに近い仕様の自動小銃を開発するよう要求した。
これによって開発されたAK-63はそれぞれ1977年末ごろからAMMとしてハンガリー軍に採用され、翌年1978年には折りたたみ銃床仕様のAK-63が開発され、AMMS(AMMSZ)として採用された。
ハンガリー軍に採用されただけではなく、冷戦時には東ヨーロッパ、中東、アフリカ、南アメリカの多くの国に広く輸出された。特にサダム・フセイン政権下のイラクは1979年にイラク軍で運用するためにたくさんのAK-63シリーズをハンガリーから輸入した。これらのAK-63は1980〜88年のイラン・イラク戦争や1990〜91年の湾岸戦争にて実際に使用され、軍だけではなく地元の民兵や戦闘組織でも同じく使用された。
イラク以外にもニカラグアのサンディ二スタ政府やソマリアやザンビアなどの過激派組織、クロアチアのクロアチア軍など正規・非正規問わずさまざまな組織・地域にて運用された。

## 構造
構成はほとんどソビエト連邦製AKMと同様だが、グリップがフィンガーチャネルを備えた独自形状のものになっている。AKMの特徴であるハンドガードの膨らみはなくAKに近い凹凸のないものを備えている。また構成している木製パーツは明るい黄土色のラミネート処理がされている。

## 派生型

### 軍向け

#### AK-63F／AMM
1977年ごろにハンガリー軍に採用されたAK-63シリーズの基本モデル。

#### AK-63D／AMMS(AMMSZ)
1978年にハンガリー軍に採用されたAK-63Dの折りたたみ銃床仕様。

#### AK-63MF
AK-63Fの近代化仕様。約7,700挺が現在ハンガリーで近代化改修を受けており、AK-63MFと呼称されている。ピカティニーレール付きの金属製ハンドガード、樹脂製の伸縮式銃床やグリップ、ハンドガード下部に二脚組込みのフォアグリップグリップ、レシーバー左側面にスコープマウントとしてピカティニーレールを装備する等の改良が加えられている。これらの改修部品は西側企業からの輸入により調達されている。

#### NGM-81／NGM
AK-63Fの使用弾薬を5.45×39mm弾に変更したモデル。AK-74にあたる改良型で、1981年に制式採用されNGM-81の制式名称が与えられた。射撃リコイル軽減のためPKのものに似た形状のスリット付きのマズルコンペンセイターが装備された。1980年代半ば以降の東側社会主義諸国の混迷によりハンガリー軍では導入が進まず、外貨獲得のための輸出用に5.56x45mm弾を使用するモデル(単にNGMと呼称されることが多い)が製造された。

#### NGV-81／NGV
NGM-81の折りたたみ銃床仕様。NGM-81と同様に輸出用の5.56x45mm弾を使用するモデルも存在する。

### 民間向け

#### SA-85M
1985年ごろに開発、アメリカに輸出されたAK-63のセミオートのみ民間輸出向け仕様。グリップ一体型のサムホール銃床のモデルと、AK-63Fと同様の仕様のモデル、AK-63Dと同様の仕様のモデルの3種類が存在する。1989年の銃規制の強化によって輸出が難しくなった。

## 画像

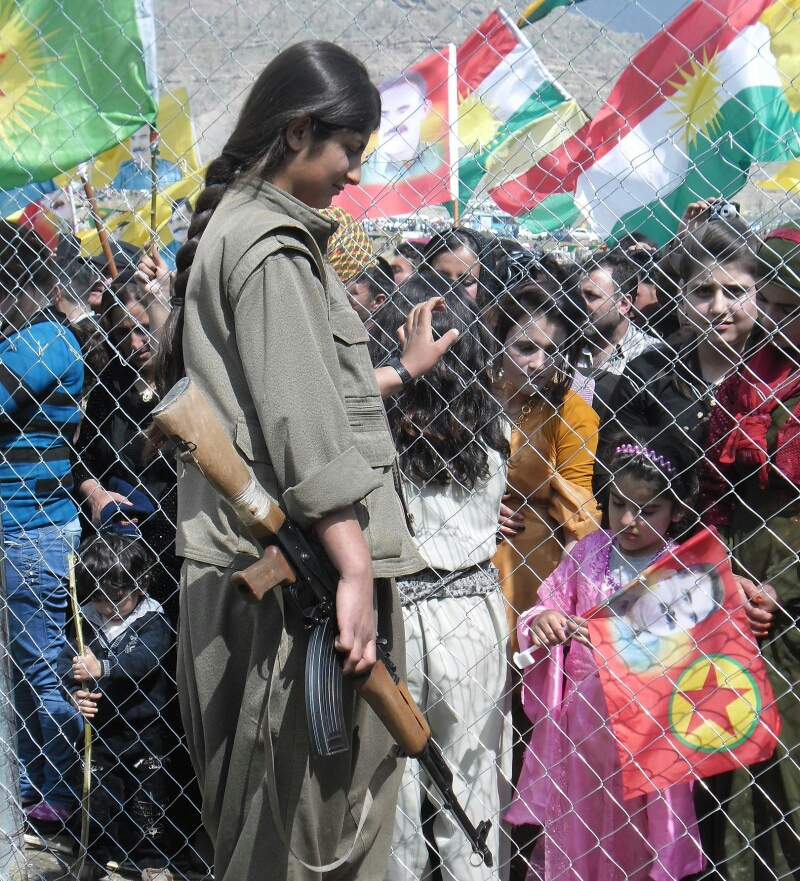
AK-63Fを持っているPKKのクルド人戦闘員。
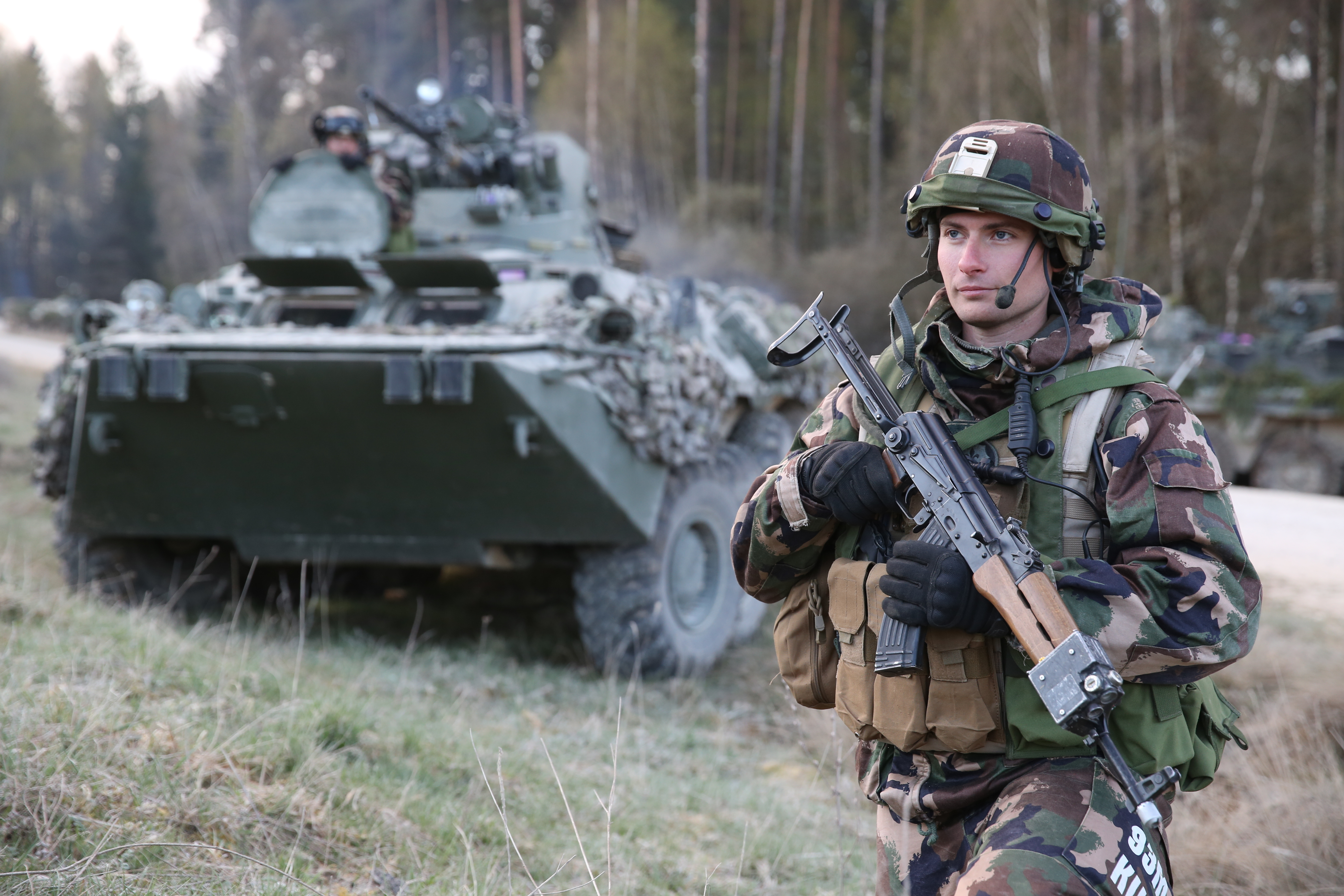
AK-63Dを持っているハンガリー軍の兵士。
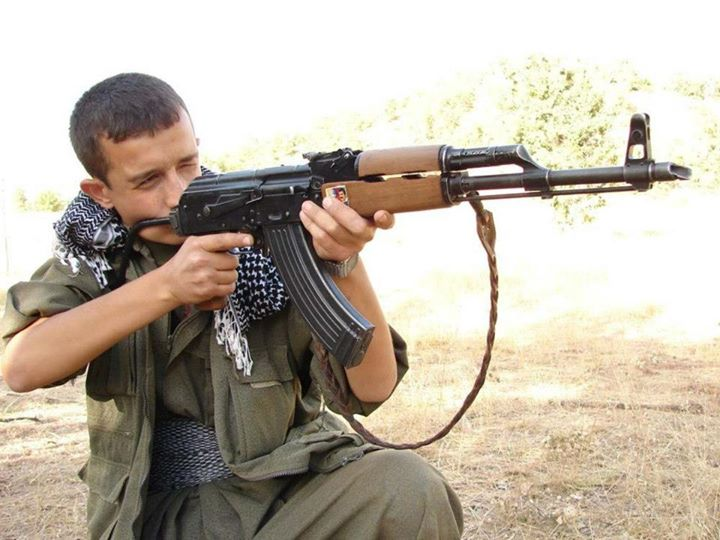
AMMSZを構えるPKK戦闘員
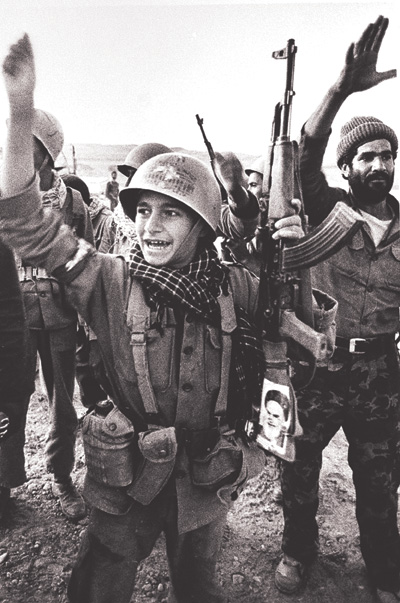
AK-63Fを掲げるイランの少年兵